# Janu, el chico de la Selva
Janu, el chico de la selva, (en inglés, Janu, the Jungle Boy) es un personaje ficticio, creado para las páginas de la historieta Action Comics Vol. 1 #191 (abril de 1954) propiedad de la editorial DC Comics. Janu, era un niño que fue criado en la selva, después de que su padre había muerto a causa de un ataque de un tigre, el personaje estuvo por mucho tiempo, con Congo Bill como su compañero de aventuras, y a quién adoptó como su pupilo. janu apareció por primera vez en una historia escrita por su creador, Jack Miller  y el dibujante Ed Smille.

## Biografía ficticia del personaje
Luego de que Congo Bill se convirtiera en Congorilla, el papel principal de Janu, fue mantener a salvo el cuerpo humano de Congo Bill, mientras que el cerebro de Bill se encontraba en la conciencia del Gorila Dorado. Después de un tiempo, Janu dejaría a Congo Bill para seguir una educación formal en América. Cuando volvió más tarde a África, convenció a Congo Bill de que el destino de África era la industrialización. Los dos se convirtieron en socios comerciales y construyeron un exitoso conglomerado. Bill eventualmente llegó a ver esta vida como una traición a su vida anterior. Así que rechazó la nueva filosofía de Janu, que se había influenciado por la vida corporativa, así que volvió a sus andanzas como "Congorilla".
Para la serie limitada Congorilla de 1994, Janú creció  y traicionó a Congo Bill, usurpando la identidad como Congorilla, obligando a luchar por el título contra él.

## Personajes similares
- Tarzán
- George de la selva
- Mowgli, el cachorro humano (Personaje de los cuentos de El libro de la selva)